# Michael Kahlo
Michael Kahlo (* 25. Mai 1950 in Hannover) ist ein deutscher Jurist und Hochschullehrer an der Universität Leipzig.

## Biografie
Kahlo nahm 1971 ein Studium der Rechtswissenschaften an der Johann Wolfgang Goethe-Universität in Frankfurt am Main auf, das er 1976 mit der Ersten Juristischen Staatsprüfung abschloss. 1979 beendete er seine juristische Ausbildung mit der Zweiten Juristischen Staatsprüfung. Anschließend war er als Rechtsanwalt in Frankfurt am Main tätig. 1988 wurde er an der Universität Frankfurt am Main mit der Arbeit Das Problem des Pflichtwidrigkeitszusammen-hanges bei den unechten Unterlassungsdelikten. Eine strafrechtlich-rechtsphilosophische Untersuchung zur Kausalität menschlichen Handelns und deren strafrechtlichem Begriff. zum Dr. iur. promoviert. 1996 habilitierte er sich an der Universität Frankfurt am Main mit der Untersuchung Die Handlungsform der Unterlassung als Kriminaldelikt. Eine strafrechtlich-rechtsphilosophische Untersuchung zur Theorie des personalen Handelns.
Nach Lehrstuhlvertretungen in Frankfurt am Main und Marburg wurde er 1997 an die Universität Leipzig berufen, wo er seitdem den Lehrstuhl für Strafrecht, Strafprozessrecht und Rechtsphilosophie innehat.
2016 wurde er pensioniert.